# 1998 na literatura

## Eventos
- 25 de junho - Último número da revista norte-americana Steel, a qual narrava as aventuras de Aço.
- 2 de julho - É Lançado o livro Harry Potter and the Chamber of Secrets o segundo livro da série Harry Potter.

## Mortes
| Data           | Nome               | Profissão                                        | Nacionalidade       | Observações | Ref |
| -------------- | ------------------ | ------------------------------------------------ | ------------------- | ----------- | --- |
| 3 de fevereiro | Gabriel Laub       | jornalista e escritor                            | Chéquia             | n. 1928     |     |
| 8 de fevereiro | Halldór Laxness    | escritor                                         | Islândia            | n. 1902     |     |
| 26 de outubro  | José Cardoso Pires | escritor                                         | Portugal            | n. 1925     |     |
| 30 de Dezembro | Joan Brossa        | poeta, dramaturgo, desenhador e artista plástico | Espanha (Catalunha) | n. 1919     |     |

## Prémios literários
- Nobel de Literatura - José Saramago.
- Prémio Camões - António Cândido[1]
- Prémio Machado de Assis - Joel Silveira
- Prémio Hans Christian Andersen - Katherine Paterson